# Joan Cornellà Vázquez
Joan Cornellà Vázquez   (Barcelona, 11 de gener de 1981) és un il·lustrador i autor de còmic català. Les seves vinyetes es caracteritzen per ser una mescla entre surrealisme i humor negre. Guanyà fama a través de la difusió de les seues obres per Facebook. És defensor de la il·limitació de la llibertat d'expressió. Les seues historietes segueixen el mateix esquema de sis vinyetes mudes. A més mai tracta temes locals ni relacionats amb algun país concret.

## Biografia
Ha col·laborat en publicacions com La Cultura del Duodeno, El Periódico, Amaníaco, TMEO, el diari Ara i The New York Times.
El 2009, va guanyar la tercera edició del Premi Josep Coll en la categoria de menors de 30 anys amb el seu àlbum Abulio, publicada a l'any següent per Glénat Editions.
Va començar a col·laborar amb la revista El Jueves realitzant còmics per a la secció d'actualitat.
El 2012 va publicar Fracasa mejor, una selecció de les historietes en blanc i negre realitzades durant els tres anys anteriors. Gran part del material és inèdit, encara que també conté material publicat a El Jueves i a diversos fanzines.
El 2013 va publicar Mox Nox, una recopilació d'historietes mudes d'una sola pàgina i auto-conclusives, el contingut de la qual oscil·la entre l'humor negre i l'absurd.
A finals de 2015 començà a animar les seues obres finançant-se mitjançant la plataforma de micromecenatge Kickstarter.

## Obra
| Anys | Títol               | Format                     | Publicació      | ISBN                   |
| ---- | ------------------- | -------------------------- | --------------- | ---------------------- |
| 2010 | Abulio              | 64 pàgines en B/           | Glénat Editions | ISBN 978-84-9947-031-3 |
| 2012 | Fracasa Mejor       | 48 pàgines en B/N. 17x23cm | Autoedició      | ISBN 9789208262182     |
| 2013 | Mox Nox             | 48 pàgines en color        | Bang ediciones  | ISBN 9788415051978     |
| 2015 | Zonzo               | 48 pàgines en color        | Autoedició      | ISBN 9781606999851     |
| 2016 | Sot                 | 56 pàgines en color        | Autoedició      | ISBN 9788461741137     |
| 2019 | Everyone dies alone | 136 pàgines en color       | Autoedició      | ISBN 9789213164884     |